# Living Eyes (альбом Bee Gees)
«Living Eyes» — вісімнадцятий альбом британсько-австралійського рок-гурту «Bee Gees». Випущений у 1981 році.

## Список композицій
1. «Living Eyes» — 4:20
2. «He's a Liar» — 4:05
3. «Paradise» — 4:21
4. «Don't Fall in Love with Me» — 4:57
5. «Soldiers» — 4:28
6. «I Still Love You» — 4:27
7. «Wildflower» — 4:26
8. «Nothing Could Be Good» (B. Gibb/R. Gibb/M. Gibb/A. Galuten) — 4:13
9. «Cryin' Everyday» — 4:05
10. «Be Who You Are» (B. Gibb) — 6:42